# Ectinohoplia nantouensis
Ectinohoplia nantouensis är en skalbaggsart som beskrevs av Kobayashi 1995. Ectinohoplia nantouensis ingår i släktet Ectinohoplia och familjen Melolonthidae. Inga underarter finns listade i Catalogue of Life.